# 威陶格 (伊利諾伊州)
威陶格（英語：Wetaug）是位於美國伊利諾伊州普瓦斯基縣的一個非建制地區。該地的面積和人口皆未知。

## 地理
威陶格的座標為37°19′26″N 89°10′00″W / 37.32389°N 89.16667°W，而該地的平均海拔高度為109米（即358英尺）。